# José Alberto Rozo Gutiérrez
José Alberto Rozo Gutiérrez SMM (ur. 22 lutego 1937 w Cáquezie, zm. 24 maja 2018 w Bogocie) – kolumbijski duchowny katolicki, wikariusz apostolski Puerto Gaitán w latach 2000-2012.

## Życiorys
Wstąpił do zgromadzenia Misjonarzy Montfortianów SMM, gdzie złożył śluby 2 lutego 1957. Święcenia kapłańskie przyjął 19 sierpnia 1962. W latach 1995–2000 był proprefektem prefektury apostolskiej Vichada.

### Episkopat
22 grudnia 1999 roku został mianowany przez papieża Jana Pawła II pierwszym wikariuszem apostolskim Puerto Gaitán ze stolicą tytularną Arsennaria. Sakry biskupiej udzielił mu 19 marca następnego roku ówczesny nuncjusz apostolski w Kolumbii, abp Beniamino Stella.
2 marca 2012 przeszedł na emeryturę.